# Последний настоящий мужчина
«После́дний настоя́щий мужчи́на» (англ. Last Man Standing) — американский комедийный телесериал с Тимом Алленом и Нэнси Трэвис в главных ролях, часовая премьера которого состоялась 11 октября 2011 года на ABC и привлекла к экранам 13 миллионов зрителей.
10 мая 2017 ABC официально закрыл сериал после шестого сезона. Спустя год после закрытия, 11 мая 2018 года, Fox официально заказал седьмой сезон шоу. 18 апреля 2019 сериал был продлен на восьмой сезон, премьера которого состоялась 2 января 2020 года. 19 мая 2020 года сериал был продлен на девятый сезон.
14 октября 2020 года стало известно что девятый сезон станет последним.

## Синопсис
Семейная комедия, в которой в жизни и в карьере главного героя Майка Бакстера из Денвера, штат Колорадо, превалируют женщины, а именно — его жена, Ванесса, и их три дочери. Майк директор по маркетингу большого магазина товаров для спорта и туризма «Вольный мужчина» (Outdoor man). Он интересуется политикой и ведёт видеоблог, в котором иронически комментирует события в его жизни, в стране и в мире, не забывая прорекламировать свой магазин. Дочери Майка растут и одна за другой стремятся покинуть родной дом.

## В ролях
- Тим Аллен — Майкл (Майк) Бакстер
- Нэнси Трэвис — Ванесса Бакстер
- Александра Кросни (сезон 1) и Аманда Фуллер (сезоны 2—6) — Кристин Бет Бакстер
- Молли Эфраим (1-6 сезон) и Молли Маккук (7 сезон) — Аманда Элейн (Мэнди) Бакстер
- Кейтлин Девер — Ив Бакстер
- Кристоф Сандерс — Кайл Андерсон
- Гектор Элизондо — Эдвард (Эд) Алзатти
- Флинн Моррисон (регулярно, сезоны 2—6) и Эван и Люк Крунтчев (периодически, сезон 1) — Бойд Бакстер
- Джордан Мастерсон (регулярно, сезоны 4—6; периодически, сезоны 2—3) и Ник Джонас (гость, сезон 1) — Райан Вогельсон
- Джонатан Адамс — Чак Лерейби (регулярно, сезоны 4—6; периодически, сезоны 2—3)

## Производство
3 ноября, после выхода пяти эпизодов, сериал был продлён на полный сезон, состоящий из 24 эпизодов. 11 мая 2012 года телеканал ABC продлил сериал на второй сезон, премьера которого состоялась 2 ноября 2012 года. 10 мая 2013 года канал продлил сериал на третий сезон, который стартовал 20 сентября 2013 года. 10 мая 2014 года, после длительных и тяжелых переговоров со студией 20th Century Fox Television, ABC продлил сериал на четвёртый сезон. 10 мая 2015 года сериал был продлен на пятый сезон, который стартовал 25 сентября 2015 года. 13 мая 2016 сериал был продлен на шестой и финальный сезон, который стартовал 23 сентября 2016.

## Эпизоды
| Сезон | Сезон | Эпизоды | Оригинальная дата показа | Оригинальная дата показа |
| Сезон | Сезон | Эпизоды | Премьера сезона          | Финал сезона             |
| ----- | ----- | ------- | ------------------------ | ------------------------ |
|       | 1     | 24      | 11 октября 2011          | 8 мая 2012               |
|       | 2     | 18      | 2 ноября 2012            | 22 марта 2013            |
|       | 3     | 22      | 20 сентября 2013         | 25 апреля 2014           |
|       | 4     | 22      | 3 октября 2014           | 17 апреля 2015           |
|       | 5     | 22      | 25 сентября 2015         | 22 апреля 2016           |
|       | 6     | 22      | 23 сентября 2016         | 31 марта 2017            |
|       | 7     | 22      | 28 сентября 2018         | 10 мая 2019              |
|       | 8     | 21      | 2 января 2020            | 30 апреля 2020           |
|       | 9     | 21      | 3 января 2021            | 20 мая 2021              |